# Kulalisi (Ninotsminda)
Kulalisi (en georgiano: ყულალისი; en armenio: Ղուլալիս) es un pueblo de Georgia ubicado en el suroeste de la región de Mesjetia-Yavajetia, siendo parte del municipio de Ninotsminda.  

## Geografía
Kulalisi se encuentra a orillas del río Muryajetiskali, a 15 km de Ninotsminda y 8 km al sur de Ajalkalaki. La aldea se administra desde el pueblo de Didi Gonduri.

## Historia
En la Edad Media y especialmente en los siglos XIV-XVI, Kulalisi fue uno de los asentamientos armenios más prósperos de Yavajetia. En la primera mitad del siglo XVII, dando paso a la violencia del pasha de Ajaltsije, una parte del pueblo de Kulalisi se convirtió al Islam y continuó sobreviviendo en su pueblo natal gracias a eso.
En comparación con los asentamientos circundantes, los armenios recién asentados se establecieron a principios de la década de 1870 desde la provincia de Erzurum. Hasta 1918, Kulalisi estuvo medio habitada mayoritariamente por turcos, pero la mayoría de estos últimos fueron trasladados a la región de Amasia ese mismo año. En 1918, durante la invasión del ejército turco en la Primera Guerra Mundial, los armenios locales encontraron protección entre los aldeanos turcos. 

## Demografía
La evolución demográfica de Kulalisi entre 2002 y 2014 fue la siguiente:
| 908                                             | 487 |
| (Fuente: Population of Georgia in Soviet times) |     |

Según los datos del censo de 2014, los armenios son el 99,8 % de la población local.

## Infraestructura

### Educación
En el pueblo de Kulalisi hay una escuela.